# Herman Weigel

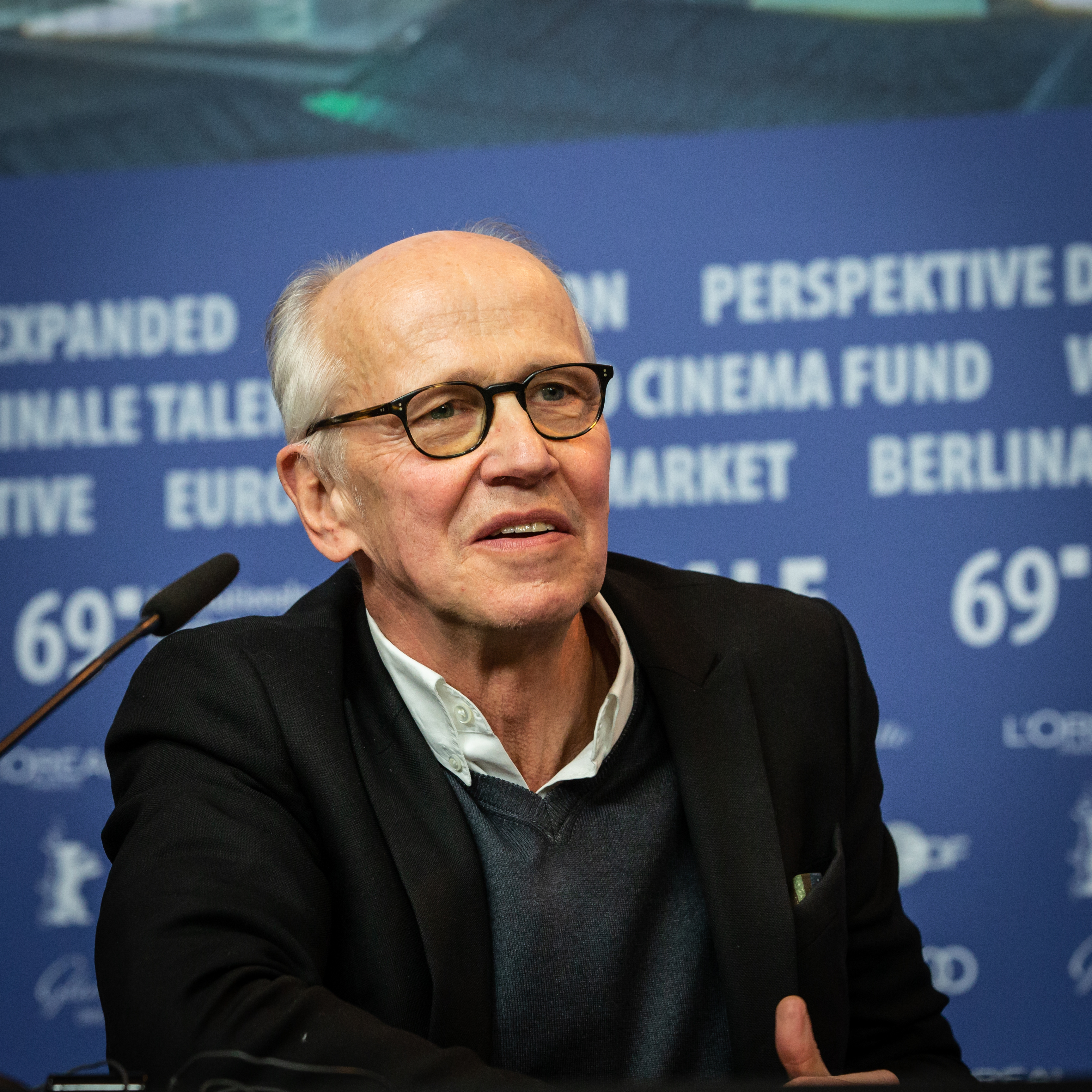
Herman Weigel (2019)

Herman Weigel (* 22. März 1950 in Moers) ist ein deutscher Filmproduzent und Drehbuchautor.
Schon während seines Studiums an Hochschule für Fernsehen und Film München begann seine langjährige Zusammenarbeit mit dem späteren Produzenten Bernd Eichinger und dem Regisseur Uli Edel; für letzteren schrieb er damals die Drehbücher für die Kurzfilme Der kleine Soldat und Tommie kehrt zurück , bei denen Eichinger Produktionsleiter war.
Sein Debüt als Produzent, Autor und Regisseur gab er 1976 mit der TV-Dokumentarfilmreihe Sterne die vorüberzogen. Im selben Jahr debütierte er als Drehbuchautor für einen Kinofilm mit der Ludwig-Anzengruber-Verfilmung Sternsteinhof (Regie: Hans W. Geißendörfer) und setzte, ebenfalls 1976, auch seine Zusammenarbeit mit Regisseur Uli Edel fort mit der Episode Der Posthalter innerhalb des TV-Films Die Erzählungen Bjelkins nach Puschkin. Mit Edel als Regisseur entstand 1978 auch der Fernseh-Zweiteiler Das Ding.
1979 holt ihn Bernd Eichinger zur Neuen Constantin Film, deren Geschäftsführer und Teilhaber Weigel später wird.
Seinen ersten großen internationalen Erfolg als Drehbuchautor konnte Weigel 1981 mit Christiane F. – Wir Kinder vom Bahnhof Zoo verbuchen. Auch hier führte Uli Edel Regie, und Bernd Eichinger war Produzent.
1984 schrieb er das Drehbuch zur Bernd Eichinger-Produktion Die unendliche Geschichte (Regie: Wolfgang Petersen).
Als Ko-Produzent oder Produzent war er unter anderem tätig bei Der Name der Rose (1986), den beiden Uli-Edel-Filmen Letzte Ausfahrt Brooklyn (1989) und Body of Evidence (1993), den Zeichentrickfilmen Werner – Beinhart! (1990), Werner – Gekotzt wird später! (2003) und Werner Eiskalt (2011, hier auch Drehbuch) und bei Fatih Akıns Aus dem Nichts (2017), der im Wettbewerb der Internationalen Filmfestspiele in Cannes gezeigt wurde und den Golden Globe 2018 für den Besten nicht-englischsprachigen Film gewann.
Mit dem Schauspieler und Komiker Tom Gerhardt arbeitete Herman Weigel als Produzent zusammen bei den Filmen Voll normaaal (1994), Ballermann 6 (1997) und Siegfried (2005, hier auch als Drehbuchautor). Ebenfalls mit Tom Gerhardt ist er Initiator und einer der Autoren der seit 1999 regelmäßig ausgestrahlten TV-Comedy-Serie Hausmeister Krause – Ordnung muss sein, für die er gemeinsam mit Bernd Eichinger auch Executive Producer war.

## Filmografie (Auswahl)
- 1976: Sternsteinhof (Drehbuch)
- 1978: Das Ding (Drehbuch)
- 1981: Christiane F. – Wir Kinder vom Bahnhof Zoo (Drehbuch)
- 1984: Die unendliche Geschichte (Drehbuch)
- 1985: Drei gegen Drei („Screenplay Adaptation“)
- 1986: Der Name der Rose (Associate Producer)
- 1989: Letzte Ausfahrt Brooklyn (Last Exit to Brooklyn, Ko-Produktion)
- 1990: Werner – Beinhart! (Ko-Produktion)
- 1993: Body of Evidence (Ko-Produktion)
- 1994: Voll normaaal (Ko-Produktion)
- 1996: Abbuzze! Der Badesalz-Film (Ko-Produktion)
- 1996: Charley’s Tante (TV-Film, Drehbuch)
- 1997 Ballermann 6 (Ko-Produktion)
- 1999–2010: Hausmeister Krause – Ordnung muss sein (TV-Sitcom; Idee, Executive Produzent, Drehbücher)
- 2001: Vera Brühne (TV-Film, Ko-Produktion)
- 2003: Werner – Gekotzt wird später! (Produktion)
- 2003–2005: Bewegte Männer (TV-Sitcom; Produktion)
- 2004: Autobahnraser (Drehbuch)
- 2005: Siegfried (Drehbuch)
- 2007: Warum Männer nicht zuhören und Frauen schlecht einparken (Produktion)
- 2009: Die Päpstin (Ko-Produktion)
- 2009: Dinosaurier – Gegen uns seht ihr alt aus! (Produktion)
- 2011: Werner – Eiskalt! (Drehbuch, Produktion)
- 2017: Aus dem Nichts (Produzent)
- 2019: Der Goldene Handschuh (Produzent)
- 2022: Rheingold (Produzent)